# Regierung Demotte II (Wallonien)
Die Regierung Demotte II war die fünfzehnte wallonische Regierung. Sie amtierte vom 23. Juni 2009 bis zum 10. Juni 2014.
Nach der Regionalwahl am 7. Juni 2009 bildeten Sozialistische Partei (PS), Centre Démocrate Humaniste (CDH) und die grüne Ecolo eine Koalitionsregierung. Rudy Demotte, seit 2007 Ministerpräsident einer PS-CDH-Regierung, blieb im Amt.

## Zusammensetzung
| Amt | Name                 | Partei | Partei | Amtszeit                         |
| --- | -------------------- | ------ | ------ | -------------------------------- |
| Ministerpräsident | Rudy Demotte         |        | PS     | 23. Juni 2009– 10. Juni 2014     |
| stellvertretender Ministerpräsident und Minister für nachhaltige Entwicklung und den öffentlichen Dienst                            | Jean-Marc Nollet     |        | Ecolo  | 23. Juni 2009– 10. Juni 2014     |
| stellvertretender Ministerpräsident und Minister für Haushalt, Finanzen, Arbeit, berufliche Weiterbildung und Sport                 | André Antoine        |        | CDH    | 23. Juni 2009– 10. Juni 2014     |
| stellvertretender Ministerpräsident und Minister für Wirtschaft, kleine und mittlere Unternehmen, Außenhandel und neue Technologien | Jean-Claude Marcourt |        | PS     | 23. Juni 2009– 10. Juni 2014     |
| Minister für kommunale Behörden und Stadtentwicklung                                                                                | Paul Furlan          |        | PS     | 23. Juni 2009– 10. Juni 2014     |
| Ministerin für Gesundheit, Soziales und Chancengleichheit                                                                           | Éliane Tillieux      |        | PS     | 23. Juni 2009– 10. Juni 2014     |
| Minister für Umwelt, Raumordnung und Mobilität                                                                                      | Philippe Henry       |        | Ecolo  | 23. Juni 2009– 10. Juni 2014     |
| Minister für öffentliche Arbeiten, Landwirtschaft, den ländlichen Raum, Natur, Forsten und Kulturerbe                               | Benoît Lutgen        |        | CDH    | 23. Juni 2009– 15. Dezember 2011 |
| Minister für öffentliche Arbeiten, Landwirtschaft, den ländlichen Raum, Natur, Forsten und Kulturerbe                               | Carlo Di Antonio     |        | CDH    | 15. Dezember 2011– 10. Juni 2014 |

## Umbesetzungen
Benoît Lutgen wurde Vorsitzender der CDH und trat am 15. Dezember 2011 zurück. Sein Nachfolger wurde Carlo Di Antonio.